# Doina Melinte

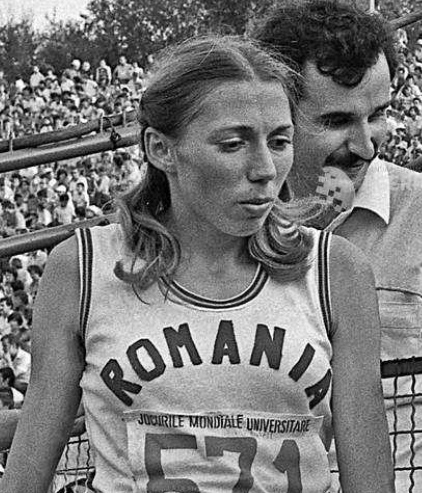
La Universiada din 1981

Doina Melinte (născută  Doina Beșliu; n. 27 decembrie 1956, Mlenăuți, România) este o atletă și antrenoare română de atletism, campioană olimpică, mondială, europeană și națională, care s-a distins mai ales în atletismul de semifond.

## Biografie
Doina Melinte s-a născut ca Doina Ofelia Beșliu în localitatea Hudești, județul Botoșani, într-o familie cu 3 copii a tehnicianului veterinar Vasile Beșliu. A urmat timp de patru ani cursurile școlii primare din Mlenăuți și apoi ultimii patru ani de gimnaziu la școala generală din comuna Pojorâta din județul Suceava. Și-a continuat apoi studiile la Câmpulung Moldovenesc, după care a fost admisă la Liceul Economic din Bistrița, secția contabilitate.
In copilărie Doina Beșliu dorea să devină balerină, iar mai târziu a jucat handbal. Cariera in domeniul atletismului a început-o, după ce s-a distins într-un semimaraton al orașului și a atras atenția celui care a devenit primul ei antrenor de atletism, Ioan Zanca.

În 1979 ea a terminat studii la Institutul superior de educație fizică din Suceava, la Facultatea de tehnologie și pedagogie, secția sport. 
În acea vreme i-a fost un timp antrenor Dorin Melinte, care a devenit ulterior partenerul ei de viață.După absolvire, ea a fost primită în lotul național de atletism al României.
În anii 1979-1983 ea a fost profesoară de educație fizică. 
În 1983 Doina Melinte a absolvit Școala de Antrenori, devenind antrenor categoria I atletism, iar în 1983-1990 a lucrat ca antrenoare la Bacău. 1993 a devenit licențiată a Academiei Naționale de Educație Fizică și Sport din București, specializarea Educație fizică, direcția de aprofundare atletism.
În 2005 Doina Melinte a terminat titlul de master in administratie publică la Scoala Superioară de Studii Politice și de Administrație din București, iar la 26 octombrie 2009 a terminat doctoratul la Universitatea de Educație Fizică și Sport din București si la Institutul Național de Educație fizică și Sport al Republicii Moldova din Chișinău, cu tema „Modelarea pregătirii sportivelor de elită mondială în probele atletice de semifond”.
În cursul carierei sale sportive, i-au fost antrenori, in afară de Ioan Zanca (1972-1976), Ion Dima (1976-1978), Ion Puică (1979-1980), Nicolae Mărășescu (1981-1983), Dorin Melinte (1984-1989). Începând din 1990 și până la retragerea ei din sportul competițional Melinte a fost propria ei antrenoare.
Începând din 1993 a fost membră a Comitetului olimpic al României.
În 1996-2003 a fost membru in Consiliul municipiului Bacău.

### Performanțele sportive și continuarea carierei
Ea este multiplă campioană națională în probele de 800 m și 1500 m. A participat la patru ediții ale Jocurilor Olimpice, în 1980, în 1984, în 1988 și în 1992. A câștigat aurul olimpic la Los Angeles în 1984 în proba de 800 m cu un timp de 1:57,60 și argintul olimpic, la aceeași olimpiadă, în proba de 1500 m cu un timp de 4:03,76. Atleta este dublă campioană mondială în sală (1987 și 1989) și a câștigat de cinci ori medalia de aur la campionatele europene în sală (1982, 1985, 1988, 1989 și 1990).
În plus, ea este medaliată cu bronz la Campionatul Mondial de Atletism din 1987 și la Campionatul European de Atletism din 1986 la 1.500 m. Are patru medalii la Jocurile Mondiale Universitare din 1981 și 1983, una de aur, două de argint și una de bronz. A reușit să stabilească patru recorduri mondiale, dintre care unul dintre cele mai longevive recorduri, este cel înregistrat în anul 1990 la proba de o milă, cu un timp de 4:17,13. Recordul a fost bătut după 26 ani, în anul 2018, de către etiopiana Genzebe Dibaba, născută în anul 1991, adică la un an după recordul Doinei Melinte.
În 2000 i-a fost conferit Ordinul Național „Serviciul Credincios” în grad de Comandor și în 2004 a primit Ordinul Meritul Sportiv clasa I. Atât orașul Bacău cât și județul Bacău i-au conferit titlul de cetățean de onoare.
Doina Melinte a fost deputat român în legislatura 1990-1992, aleasă fiind în județul Bacău pe listele partidului FSN. Din 1993 până în 2009 a fost director al Direcției Județene pentru Tineret și Sport Bacău. În plus, în perioada 2005-2009 a fost vicepreședinte al Federației Române de Atletism. Apoi a devenit secretar de stat din cadrul Ministerului Tineretului și Sportului. Din 2010 până în 2012 a fost președinte al Autorității Naționale pentru Sport și Tineret tot cu rang de secretar de stat. Apoi a fost numită vicepreședinte al Agenției Naționale Antidoping.

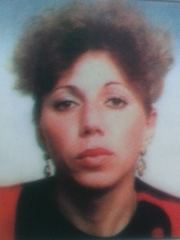
În anii '80
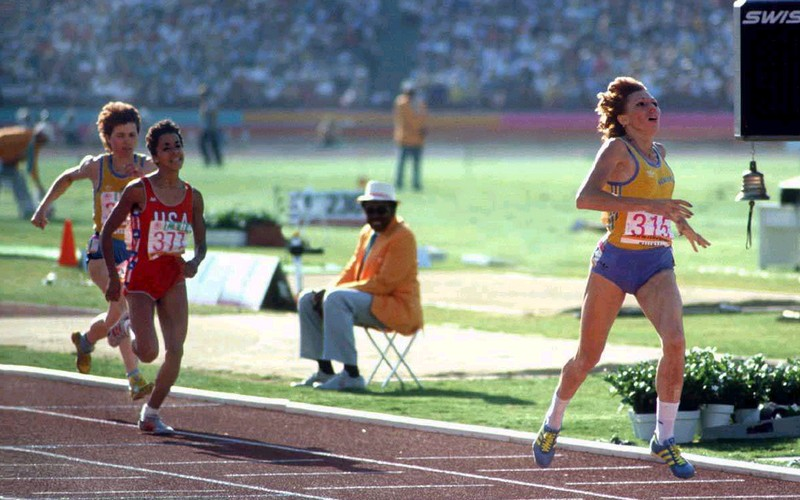
La Jocurile Olimpice din 1984
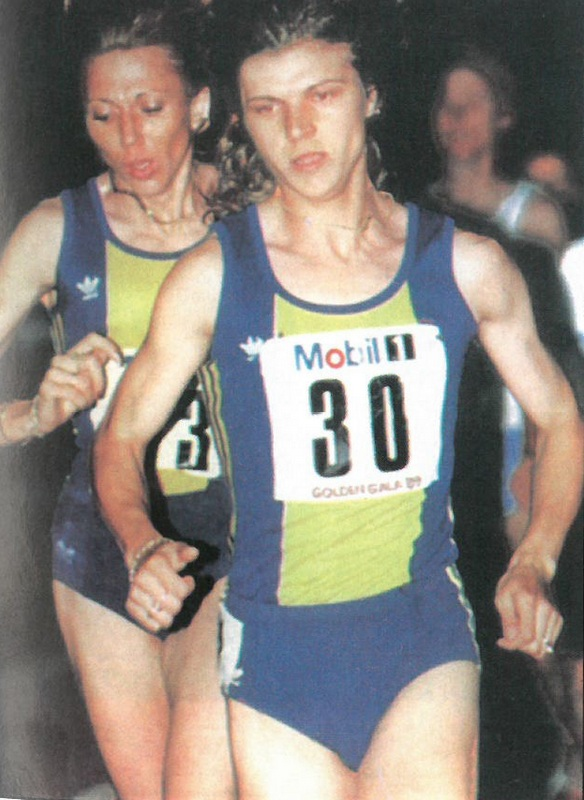
Doina Melinte și Paula Ivan la Golden Gala din 1989

## Realizări
| An   | Competiție                   | Locație                     | Loc | Eveniment | Note    |
| ---- | ---------------------------- | --------------------------- | --- | --------- | ------- |
| 1980 | Jocurile Olimpice            | Moscova, URSS               | 13  | 800 m     | 2:00,8  |
| 1981 | Universiada                  | București, România          | 1   | 800 m     | 1:57,81 |
| 1981 | Universiada                  | București, România          | 2   | 1500 m    | 4:05,74 |
| 1982 | Campionatul European în sală | Milano, Italia              | 1   | 800 m     | 2:00,39 |
| 1982 | Campionatul European         | Atena, Grecia               | 6   | 800 m     | 1:59,65 |
| 1982 | Campionatul European         | Atena, Grecia               | 9   | 1500 m    | 4:08,49 |
| 1983 | Campionatul European în sală | Budapesta, Ungaria          | 4   | 800 m     | 2:02,70 |
| 1983 | Campionatul Mondial de Cros  | Gateshead, Marea Britanie   | 15  | 4,072 km  | 14:15   |
| 1983 | Campionatul Mondial de Cros  | Gateshead, Marea Britanie   | 5   | echipe    | 14:15   |
| 1983 | Universiada                  | Edmonton, Canada            | 3   | 800 m     | 1:59,93 |
| 1983 | Universiada                  | Edmonton, Canada            | 2   | 1500 m    | 4:07,34 |
| 1983 | Campionatul Mondial          | Helsinki, Finlanda          | 6   | 800 m     | 2:00,13 |
| 1983 | Campionatul Mondial          | Helsinki, Finlanda          | 6   | 1500 m    | 4:04,42 |
| 1984 | Campionatul European în sală | Göteborg, Suedia            | 2   | 800 m     | 1:59,81 |
| 1984 | Jocurile Olimpice            | Los Angeles, Statele Unite  | 1   | 800 m     | 1:57,60 |
| 1984 | Jocurile Olimpice            | Los Angeles, Statele Unite  | 2   | 1500 m    | 4:03,76 |
| 1985 | Campionatul European în sală | Pireu, Grecia               | 1   | 1500 m    | 4:02,54 |
| 1985 | Cupa Mondială                | Canberra, Australia         | 3   | 1500 m    | 4:19,67 |
| 1986 | Campionatul European         | Stuttgart, Germania         | 3   | 1500 m    | 4:02,44 |
| 1986 | Campionatul European         | Stuttgart, Germania         | —   | 3000 m    | NT      |
| 1987 | Campionatul Mondial în sală  | Indianapolis, Statele Unite | 1   | 1500 m    | 4:05,68 |
| 1987 | Campionatul Mondial          | Roma, Italia                | 3   | 1500 m    | 3:59,27 |
| 1988 | Campionatul European în sală | Budapesta, Ungaria          | 1   | 1500 m    | 4:05,77 |
| 1988 | Jocurile Olimpice            | Seoul, Coreea de Sud        | 9   | 1500 m    | 4:02,89 |
| 1989 | Campionatul European în sală | Haga, Olanda                | 1   | 800 m     | 1:59,89 |
| 1989 | Campionatul Mondial în sală  | Budapesta, Ungaria          | 1   | 1500 m    | 4:04,79 |
| 1989 | Cupa Europei                 | Gateshead, Marea Britanie   | 1   | 800 m     | 1:58,04 |
| 1989 | Cupa Europei                 | Gateshead, Marea Britanie   | 1   | 1500 m    | 4:05,83 |
| 1989 | Cupa Mondială                | Barcelona, Spania           | 3   | 800 m     | 1:56,65 |
| 1990 | Campionatul European în sală | Glasgow, Marea Britanie     | 1   | 1500 m    | 4:09,73 |
| 1990 | Campionatul European         | Split, Iugoslavia           | 6   | 1500 m    | 4:10,91 |
| 1991 | Campionatul Mondial în sală  | Sevilla, Spania             | 4   | 1500 m    | 4:06,65 |
| 1991 | Cupa Europei                 | Frankfurt, Germania         | 1   | 1500 m    | 4:00,83 |
| 1991 | Campionatul Mondial          | Tokio, Japonia              | 4   | 1500 m    | 4:03,19 |
| 1992 | Campionatul European în sală | Genova, Italia              | 3   | 1500 m    | 4:06,90 |
| 1992 | Jocurile Olimpice            | Barcelona, Spania           | —   | 1500 m    | NT      |

## Recorduri personale
| Probă          | Performanță | Dată             | Locație         |
| -------------- | ----------- | ---------------- | --------------- |
| 800 m          | 1:55,05 RN  | 1 august 1982    | București       |
| 1500 m         | 3:56,7h     | 12 iulie 1986    | București       |
| 3000 m         | 8:37,11     | 15 iunie 1986    | București       |
| 800 m în sală  | 1:59,00 RN  | 8 februarie 1987 | Budapesta       |
| 1500 m în sală | 4:00,27 RN  | 9 februarie 1990 | East Rutherford |
| milă în sală   | 4:17,14 RE  | 9 februarie 1990 | East Rutherford |